# Japón en la Copa Mundial de Rugby de 1991
La Selección de rugby de Japón fue uno de los 16 participantes de la Copa Mundial de Rugby de 1991 que se realizó en Inglaterra.
Fue la segunda participación de los Cherry Blossoms en la Copa Mundial de Rugby.

## Plantel
| Nombre             | Posición       | Club                                     |
| ------------------ | -------------- | ---------------------------------------- |
| Masahiro Kunda     | hooker         | Toshiba Fuchu                            |
| Tsuyoshi Fujita    | hooker         | IBM R.F.C                                |
| Osamu Ota          | pilar          | NEC Green Rockets                        |
| Masanori Takura    | pilar          | Mitsubishi Heavy Industries Sagamigahara |
| Toshitaka Kimura   | pilar          | Toyota Motors                            |
| Kazuaki Takahashi  | pilar          | Toyota Motors                            |
| Atsushi Oyagi      | segunda línea  | Kobe Steel Rugby Club                    |
| Toshiyuki Hayashi  | segunda línea  | Kobe Steel Rugby Club                    |
| Ekeroma Luaiufi    | segunda línea  | NikoNikoDo                               |
| Katsufumi Miyamoto | ala            | Sanyo Electric                           |
| Hirofumi Ouchi     | ala            | Ryukoku University R.F.U.                |
| Hiroyuki Kajihara  | ala            | Toshiba Fuchu                            |
| Shuji Nakashima    | ala            | Japan Electric                           |
| Sinali Latu        | Número 8       | Sanyo Electric                           |
| Masami Horikoshi   | medio scrum    | Kobe Steel                               |
| Wataru Murata      | medio scrum    | Kobe Steel                               |
| Shinobu Aoki       | medio apertura | Ricoh                                    |
| Katsuhiro Matsuo   | medio apertura | World Co.                                |
| Eiji Kutsuki       | centro         | Toyota Motors                            |
| Seiji Hirao (c.)   | centro         | Kobe Steel                               |
| Yukio Motoki       | centro         | Meiji University R.F.C.                  |
| Terunori Masuho    | wing           | Waseda University R.F.C.                 |
| Yoshihito Yoshida  | Wing           | Isetan                                   |
| Tsutomu Matsuda    | wing           | Kanto Gakuin University R.F.U.           |
| Takahiro Hosokawa  | zaguero        | Kobe Steel                               |
| Tatsuya Maeda      | zaguero        | NTT Kansai R.F.C.                        |

## Participación

### Grupo B
| Equipo   | Gan. | Emp. | Per. | A favor | En contra | Puntos |
| -------- | ---- | ---- | ---- | ------- | --------- | ------ |
| Escocia  | 3    | 0    | 0    | 122     | 36        | 9      |
| Irlanda  | 2    | 0    | 1    | 102     | 51        | 7      |
| Japón    | 1    | 0    | 2    | 77      | 87        | 5      |
| Zimbabue | 0    | 0    | 3    | 31      | 158       | 3      |
| 5 de octubre de 1991 | Escocia | 47 – 9 | Japón                                        | Estadio Murrayfield, Edimburgo,                                      |                                                                      |
|                      | Tries: S. Hastings Stanger Chalmers White Try penal Tukalo G. Hastings Con: G. Hastings (5) Pen: G. Hastings (2) Chalmers |        | Tries: Hosokawa Con: Hosokawa Drop: Hosokawa | Asistencia: 40.000 espectadores Árbitro(s): Ed Morrison (Inglaterra) | Asistencia: 40.000 espectadores Árbitro(s): Ed Morrison (Inglaterra) |

| 9 de octubre de 1991 | Irlanda                                                       | 32 – 16 | Japón                                             | Lansdowne Road, Dublín,                                           |                                                                   |
|                      | Tries: Mannion , O’Hara Staples Con: Keyes (2) Pen: Keyes (4) | Reporte | Tries: Hayashi Kajihara Yoshida Con: (2) Hosokawa | Asistencia: 30.000 espectadores Árbitro(s): Laikini Colati (Fiyi) | Asistencia: 30.000 espectadores Árbitro(s): Laikini Colati (Fiyi) |

| 14 de octubre de 1991 | Japón                                                                                             | 52 – 8 | Zimbabue              | Estadio Kingspan, Belfast,                                        |                                                                   |
|                       | Tries: Yoshida , Mashuho , Kutsuki , Horikoshi Luaiufi Matsuo Con: Hosokawa (2) Pen: Hosokawa (4) |        | Tries: Tsimba Nguruve | Asistencia: 9500 espectadores Árbitro(s): René Hourquet (Francia) | Asistencia: 9500 espectadores Árbitro(s): René Hourquet (Francia) |